# Ptýrov
Ptýrov (deutsch: Pteirow) ist eine Gemeinde mit 177 Einwohnern im Okres Mladá Boleslav, Tschechien.

## Geografie
Die Gemeinde besteht aus vier Dörfern, die in fünf Kilometer Entfernung von der Stadt Mnichovo Hradiště am westlichen Ufer der Jizera liegen. Nachbarorte sind Mnichovo Hradiště, Klášter Hradiště nad Jizerou, Bakov nad Jizerou und Nová Ves u Bakova. Die westliche Grenze bildet das geschützte Waldgebiet Klokočka. Die Gemeinde ist vor allem durch Land- und Forstwirtschaft geprägt.

## Geschichte
Die Ortschaften Ptýrov, Ptýrovec und Maníkovice wurden 1345 erstmals urkundlich erwähnt. In diesem Jahr trat das Kloster Hradiště fünf Dörfer an die Herren von Zvířetice ab. Die übertragenen Rechte beschränkten sich zunächst nur auf die Ausübung der Gerichtsbarkeit und Nutznießung der Abgaben und Frondienste. Nach der Zerstörung des Klosters 1420 ging auch das Eigentum an den Ländereien an die weltliche Herrschaft über. 1605 bestanden in den drei Orten insgesamt 26 Vollbauernhöfe, Čihátka wird als Dorf mit fünf Häusern erwähnt.
Seit Beginn des 17. Jahrhunderts war Ptýrov Sitz eines der zehn zur Herrschaft Mnichovo Hradiště gehörenden Niedergerichte. Der Bezirk blieb als Verwaltungseinheit bestehen, bis die Ortschaften 1980 zu Klášter Hradiště eingemeindet wurden. Seit 1989 bilden die vier Dörfer wieder eine selbständige Gemeinde.

## Sehenswürdigkeiten

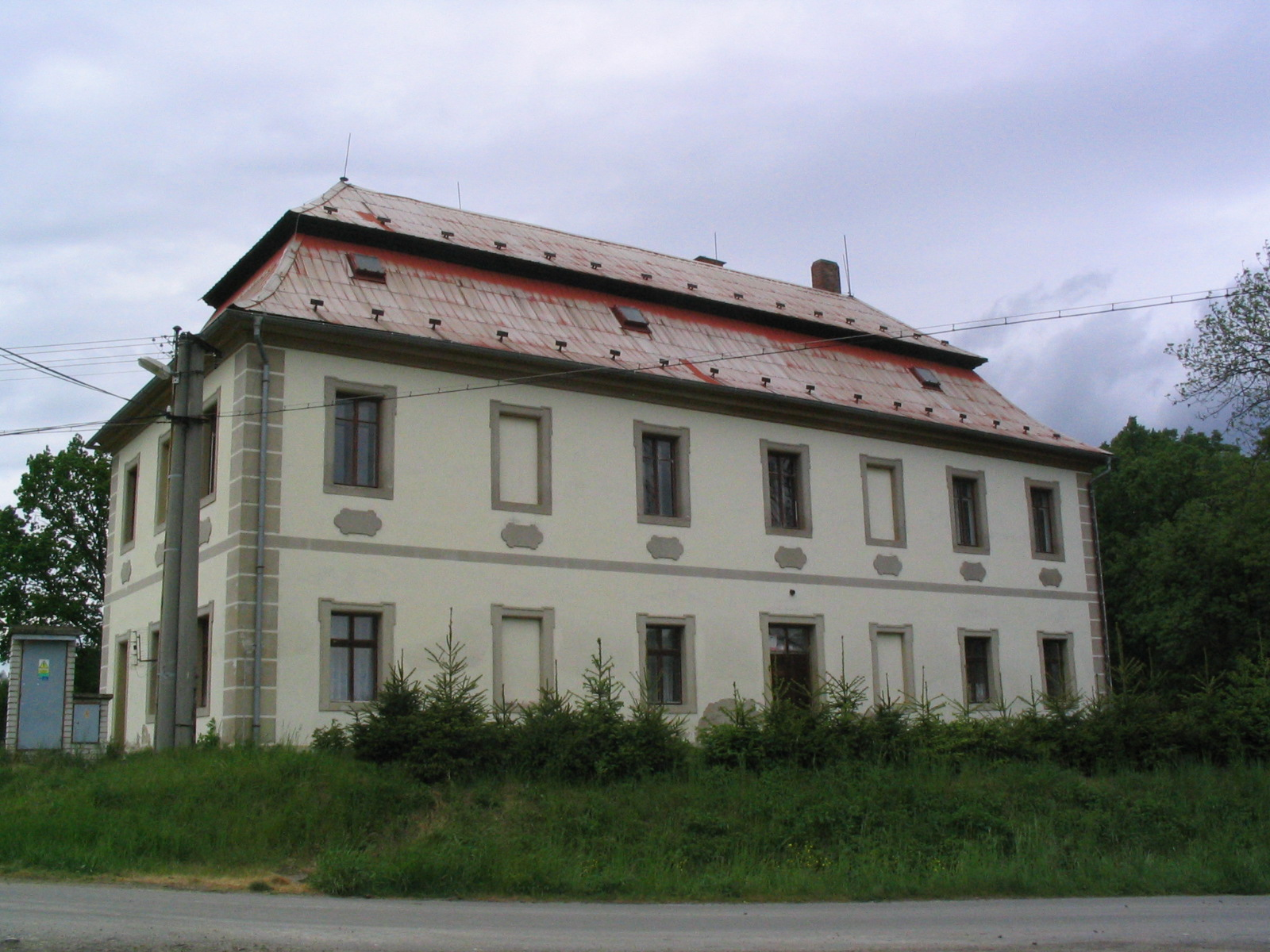
Das Forsthaus in Maníkovice

- In Maníkovice befindet sich ein spätbarockes Forsthaus, das Nicolas Raimondi 1711 für Franz Josef von Waldstein erbaute. Das zugehörige ehemalige Forstrevier Klokočka wird als Jagdgehege genutzt.

## Gemeindegliederung

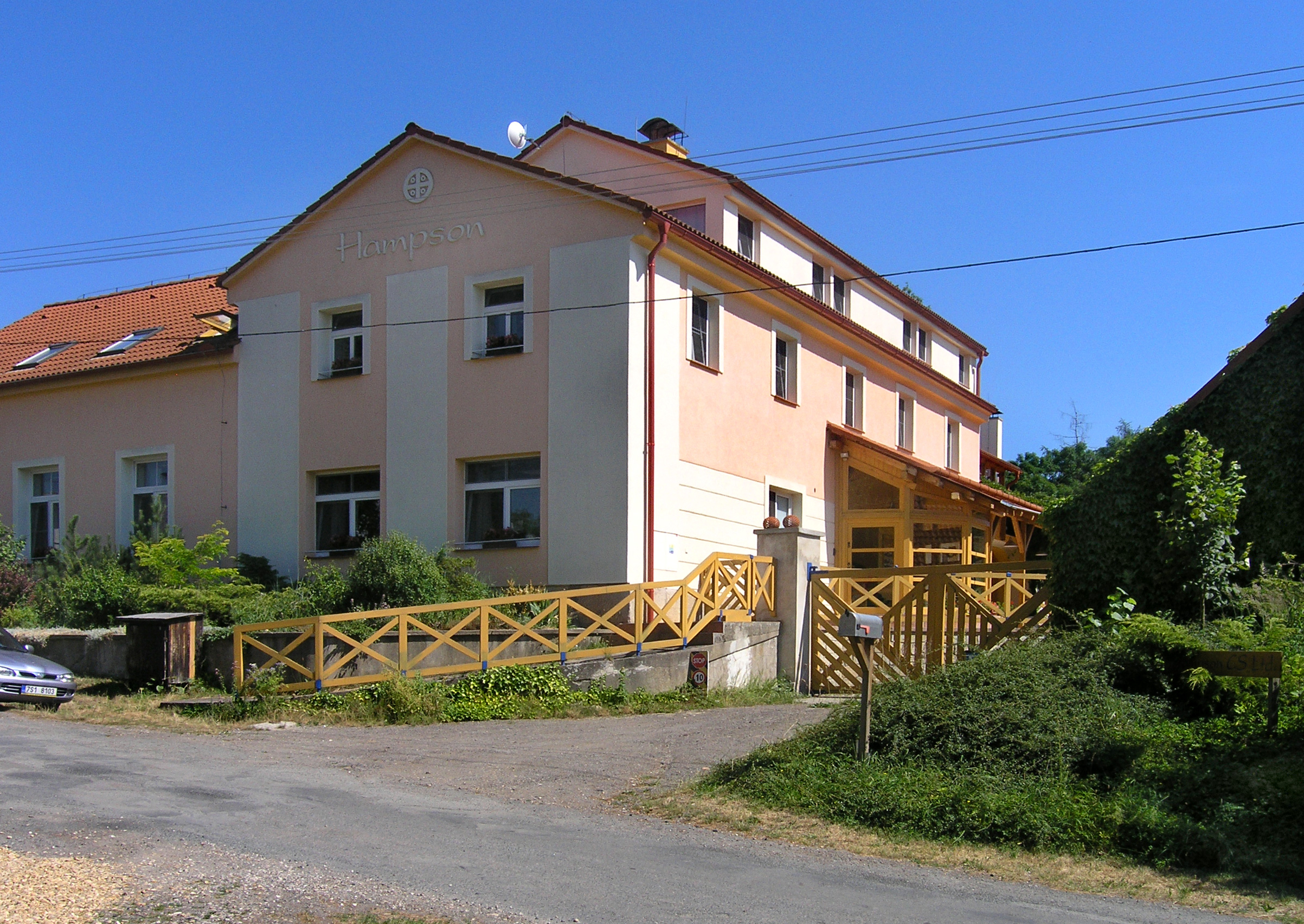
Hampson House, Ptýrov

Zur Gemeinde gehören die vier Ortsteile Čihátka, Maníkovice, Ptýrov und Ptýrovec.